# Manuel Almunia
Manuel Almunia (n. 19 mai 1977) este un fost jucător de fotbal, cunoscut pentru activitatea de la Arsenal FC.

## Competiții
| Competiție                         | Meciuri |
| ---------------------------------- | ------- |
| Liga Campionilor UEFA              | 32      |
| Premier League                     | 101     |
| La Liga                            | 2       |
| Cupa FA                            | 9       |
| Cupa Ligii Angliei                 | 1       |
| Calificari pentru Champions League | 7       |

## Carieră

### Arsenal
Manuel Almunia a intrat în fotbalul mondial atunci când a sosit la Arsenal în 2005 iar după 2 ani i-a luat numărul 1 portarului german Jens Lehmann.Lunga lui listă de penalty-uri salvate în momente grele,i-a făcut pe fani să-l adore.Manuel este unul dintre cei mai inteligenți și experimentați jucători de la Arsenal.

### Sezonul 2009/2010
Manuel a lipsit în primele 9 meciuri din cauza unei accidentări fiind înlocuit de Vito Mannone și Lukasz Fabianski.S-a întors pe 31 octombrie în derby-ul Londrei contra lui Chelsea FC.

### Sezonul 2010/2011

#### Martie 2010
Manuel a început meciurile la Arsenal cu forma lui excelentă în meciurile cu West Ham United și FC Porto.El a salvat de asemenea un penalty înainte de pauză în meciul contra lui West Ham United.

#### Aprilie 2010
Primele 3 meciuri din lună din cauza unei accidentări,lipsind într-un meci important împotriva lui Manchester City.

#### Mai 2010 - Iulie 2010
A lipsit în aceste luni din cauza unei accidentări la genunchi.

#### August 2010
Manuel a jucat toate meciurile lui Arsenal în august.

#### Septembrie 2010
Manuel a jucat toate meciurile lui Arsenal în Septembrie jucând în apărare cu Laurent Koscielny și Sebastien Squillaci.A apărat un penalty împotriva lui West Bromwich Albion.Penalty-ul fiind bătut de Chris Brunt.

#### Octombrie 2010
Almunia a ratat luna din cauza unei accidentări.

#### Noiembrie 2010
Manuel s-a întors după accidentare jucând doar 45 de minute împotriva lui Wolverhampton.

#### Decembrie 2010
Almunia s-a accidentat din nou lipsind în ultima lună a anului.

#### Ianuarie 2011
Manuel Almunia și-a făcut debutul în 2011 împotriva lui Huddersfield.

#### Februarie 2011
Manuel a jucat doar un meci în februarie în remiza 1-1 contra lui Leyton Orient.

## Bibiografie
Profilul lui Almunia
Profilul lui Manuel Almunia pe site-ul clubului Arsenal FC